# Карамык (Кыргызстан)
Карамык (Karamyk) — город в Киргизии, в Ошской области, в Чон-Алайском районе, в Алайской долине.

## География
Город находится на реке Вахш недалеко от границы с Таджикистаном, к западу от города находится пограничный переход.
Через город проходит европейский маршрут E60.